# Губино (Козельский район)
Губино — село в Козельском районе Калужской области. Входит в состав Сельского поселения «Деревня Дешовки».
Расположено примерно в 6 км к юго-западу от города Козельск.

## Население
На 2010 год население составляло 30 человек.

## Известные уроженцы
- Чехарин, Андрей Евсеевич (1892—1941) — советский военачальник, полковник.